# Angles (Alpes de Alta Provenza)
 Angles  es una población y comuna francesa, situada en la región de Provenza-Alpes-Costa Azul, departamento de Alpes de Alta Provenza, en el distrito de Castellane y cantón de Saint-André-les-Alpes.

## Demografía
| 284 | 274 | 272 | 266 | 245 | 210 | 227 | 240 | 244 | 223 | 196 | 181 | 168 | 180 | 182 | 176 | 144 | 130 | 114 | 113 | 89 | 95 | 106 | 71 | 54 | 66 | 55 | 57 | 55 | 65 | 56 | 67 |
| Para los censos de 1962 a 1999 la población legal corresponde a la población sin duplicidades (Fuente: INSEE [Consultar]) |     |     |     |     |     |     |     |     |     |     |     |     |     |     |     |     |     |     |     |    |    |     |    |    |    |    |    |    |    |    |    |